# 縮地
縮地（しゅくち）とは、道教神話に登場する仙術の一つである。

## 概説
この術を使うことで、地中に隠れたり、あるいは、地面自体を縮めることで距離を接近させ、瞬間移動を行うことができるという。「縮地法（しゅくちほう）」「縮地術（しゅくちじゅつ）」「遁地術（とんちじゅつ）」などともいう。

## 登場例
『太平広記』神仙十二の壺公に関する記述で、『神仙伝』からの引用として以下の文章がある。
『三国志演義』において諸葛亮が司馬懿との戦いで使用している。これは後の時代には影武者を用いて攪乱したものと解釈されている。同じ三国志演義の中では左慈も用いている。

## 影響
朝鮮民主主義人民共和国（北朝鮮）の公式見解では、金日成と金正日は縮地を使うことができ、中国東北地方での抗日パルチザンとしての戦いの際に、たびたび縮地を使って日本兵の中から脱出したという。それを称える『将軍様は縮地法を使われる』という歌も作られた。
単に速く走ることにも用いられ、大山倍達は、3mほどの布を口に挟み、地面に着かないように道の無い斜面を駆け降りる稽古法を「縮地法」と呼んでいた。また、日本の古武術においては「体を大きく前傾させ、重力を利用して素早く移動する」ことだといい、距離を縮めることよりも、動き出す起こりの気配を極小にすることで敵に攻撃のタイミングを察知させずに自分の有利な間合に安全に侵入する点に意味があると長野峻也は主張している。
人為的なものではなく地形の変わる超常現象に用いられた例もある。作庭においては、何かを象徴した小規模な庭園をつくることを言う。